# برايان ستوك
برايان ستوك (بالإنجليزية: Brian Stock)‏ هو مؤرخ أمريكي، ولد في 8 يونيو 1939.